# Apanteles ninus
Apanteles ninus är en stekelart som beskrevs av De Saeger 1944. Apanteles ninus ingår i släktet Apanteles och familjen bracksteklar. Inga underarter finns listade i Catalogue of Life.